# Украинцы в Венгрии
Украинцы в Венгрии (укр. Українці в Угорщині) — одна из этнических общин на территории Венгрии.
Украинцы являются автохтонным (коренным этносом) Венгрии, который издавна проживал в её восточных районах, граничащих с Закарпатьем. Согласно последней переписи населения, в Венгрии проживало около 5000 этнических украинцев.

## История
Украинцы, проживающие в Венгрии — это, в основном, выходцы из Западной Украины и Закарпатья, которые проживали там веками, либо переселились в Венгрию в течение второй половины XX в. Речь идет, в основном, об украинских мигрантах первого и второго поколений, которые создали семьи или вместе с украинскими семьями переехали на постоянное жительство в Венгрии. Данная группа является сознательной и активной частью украинства, играет ведущую роль в общественно-культурной жизни Общества украинской культуры Венгрии.
Русины (этнографическая группа украинцев) — являются автохтонным (коренным этносом) Венгрии, который издавна проживал в её восточных районах. В течение XIX в. большинство их представителей была ассимилирована и во время последующих переписей населения начала записывать себя венграми. Однако несмотря на то, что процессы ассимиляции завершились давно, русины на культурно-бытовом уровне возрождают и продолжают сохранять свои национальные обычаи, традиции и объединены в «Общество венгерских русинов».

## Численность и расселение украинцев
Согласно переписи населения 2011 года на территории Венгрии признает себя украинцами 5633 человека, русинами — 3323 человека, что составляет 8956 человек против 6168 человек по переписи населения 2001 года и 674 — по переписи населения 1990 года. Таким образом, украинско-русинская этническая группа Венгрии с 1990 года значительно увеличилась и по численности заняла шестое место среди 13 исторических национальных меньшинств Венгрии.
Согласно переписи населения 2011 года, 3384 лица в Венгрии признают украинский язык в качестве родного (999 человек — русинский) и активно придерживаются национальных и культурных традиций.
Основным центром проживания украинцев и русинов является Будапешт, в котором проживает 1643 украинца и 643 русина. Более 30 % украинцев Венгрии имеют высшее образование. В Будапеште эта доля превышает 40 %, в регионах проживают преимущественно представители массовых рабочих профессий. По образовательному уровню украинская община превосходит все другие национальные меньшинства Венгрии.

Правовой статус украинского и русинского национальных меньшинств в Венгрии определяется Конституцией Венгрии (действует с 1 января 2012 г.), законами Венгрии, двусторонними документами, заключенным между Украиной и Венгрией. Это, прежде всего, Закон Венгрии «О правах национальных меньшинств» от 2011 года; Закон Венгрии «О выборах депутатов Государственного Собрания» от 2011 года; «Договор об основах добрососедства и сотрудничества между Украиной и Венгрией» от 6 декабря 1991 года; украинско-венгерская «Декларация об основных направлениях сотрудничества в гуманитарной сфере» от 31 мая 1991 года; украинско-венгерская «Декларация о принципах сотрудничества по обеспечению прав национальных меньшинств» от 31 мая 1991 года; Соглашение между Правительством Украины и Правительством Венгрии о сотрудничестве в области культуры, образования и науки от 4 апреля 1995 года; Соглашение о взаимном признании и эквивалентности документов об образовании и ученых степенях, выданных на Украине и Венгрии от 27 октября 1998 года.

## Украинские организации в Венгрии
В Венгрии официально зарегистрировано и действует несколько обществ и культурно-просветительных организаций украинской и русинской общины: Общество украинской культуры в Венгрии, Государственное общество венгерских русинов (с 1993 года), Общество украинской интеллигенции Венгрии, ряд научных обществ украинистики и русинистики. Все они являются общественными организациями.
Общество украинской культуры в Венгрии (ОУКВ) образовалось 16 июля 1991 года и стало центром сохранения и развития украинской культуры Венгрии. Возглавляет Общество первый заместительница председателя Всемирного конгресса украинцев, председательница Европейского конгресса украинцев, спикер украинского меньшинства Государственного собрания Венгрии Ярослава Хортяни. Государственное самоуправление русинов Венгрии, сформированное 28 октября 2014 г., возглавил Виктор Крамаренко.
К значительным результатам деятельности ОУКВ следует отнести: открытие мемориальной доски в честь 160-летия издания в Будапеште Альманаха «Русалка Днистровая» 20 февраля 1998 года, мемориальной доски в Токае в честь пребывания в Венгрии известного украинского философа Григория Сковороды 20 марта 1998 года, памятника королю Венгрии Андрашу и его жене украинской княжне Анастасии, дочери Ярослава Мудрого 17 ноября 2001 года, мемориальной доски Леси Украинки в Александрийской национальной библиотеке в Египте 8 мая 2002 года, памятника жертвам Голода на Украине 1932—1933 годов в Будапеште 29 апреля 2009 года, мемориального знака жертвам Голода на Украине 1932—1933 годов в Чоморе 27 ноября 2010 года.
Традиционными литературно-художественными мероприятиями ОУКВ стали празднования дней украинской культуры в Венгрии, дней рождения Леси Украинки, Тараса Шевченко, дней Независимости Украины, других выдающихся событий украинской истории. При участии Президента Венгрии Ф. Мадла отмечена 250-я годовщина открытия первой христианской церкви в Венгрии 22 мая 2005 года. Общество проводит активную информационно-издательскую деятельность.
В 1995 году было образовано Общество украинской интеллигенции, которое объединяет незначительную часть украинской интеллигенции (20-25 человек) Венгрии. Активной деятельности данное общество не проводит.
По результатам выборов в органы самоуправления национальных и этнических меньшинств Венгрии 12 октября 2014 г. ОУКВ получило 70 депутатских мандатов, общество венгерских русинов — 100 мандатов.

## Обеспечение образовательных, языковых и культурных потребностей
При содействии Общества украинской культуры Венгрии в Будапеште, Ньиредьхазае и Варпалоте действуют украинские воскресные школы, финансирование которых осуществляется за счёт государственных средств.
Кафедры украиноведения в Венгрии:
- С 1993 года в Ньиредьхазском институте действует кафедра украинистики и русинологии. Заведующий кафедрой — доктор Андраш Золтан.
- С 1997 года в Сегедском научном университете при кафедре славянской филологии преподается как специальность украинская филология. Заведующий кафедрой — доктор Мигай Кочиш.
- С 2002 года в Будапештском университете им. Л. Етвеша действует кафедра украинистики в рамках Института славянской и балтийской филологии. Заведующий кафедрой — доктор Андраш Золтан.

В соответствии с Законом «О правах национальных меньшинств» от 2011 года, в населенном пункте, где 20 % и более населения признают свою принадлежность к одному из национальных меньшинств, наряду с официальным венгерским языком, официальным языком в данном населенном пункте признается и язык национального меньшинства, вся официальная документация ведётся на двух языках. Теоретически, согласно закону, украинский язык может быть региональным, однако таких населённых пунктов в Венгрии не существует. Украинский язык является только языком национального меньшинства.
В художественно-культурной жизни украинцев активную роль играют женский хор «Берегиня», молодежный танцевальный ансамбль «Радуга» и украинский драмтеатр.